# Faustino Reyes
Faustino Reyes est un boxeur espagnol né le 4 avril 1975 à Marchena.

## Carrière
Il participe aux Jeux olympiques de Barcelone en 1992 dans la catégorie des poids plumes et remporte la médaille d'argent.

### Parcours auxJeux olympiques
Jeux olympiques d'été de 1992 à Barcelone (poids plumes) :
- Bat Brian Carr (Royaume-Uni)
- Bat Somluck Kamsing (Thaïlande)
- Bat Eddy Suarez (Cuba)
- Bat Ramazan Paliani (Équipe unifiée)
- Perd contre Andreas Tews (Allemagne)

## Référence
1. ↑  (en) Résultats des Jeux olympiques 1992 (amateur-boxing.strefa.pl)